# Zjednoczone, Religijne, Zbrojne i Masońskie Zakony Świątyni i św. Jana z Jerozolimy, Palestyny, Rodos i Malty

Baussant – święty sztandar templariuszy

Zjednoczone, Religijne, Zbrojne i Masońskie Zakony Świątyni i św. Jana z Jerozolimy, Palestyny, Rodos i Malty (ang.  The United Religious, Military and Masonic Orders of the Temple and of St John of Jerusalem, Palestine, Rhodes and Malta) – wolnomularski zakon rycerski.
W odróżnieniu od wolnomularstwa symbolicznego, które wymaga od kandydatów wiary w Boga (Siłę Najwyższą), kandydaci do stanu rycerskiego muszą zadeklarować chrześcijańską wiarę w Świętą i Niepodzielną Trójcę. Przyrzeczenia składane podczas inwestytury obligują bowiem wolnomularza do aktywnej obrony religii chrześcijańskiej.
Słowo „zjednoczone” oznacza, że organizacja łączy dwie tradycje (zakony) rycerskie – templariuszy i kawalerów maltańskich.
Wolnomularscy templariusze podkreślają, że nie ma dowodów, iż dzisiejszy zakon jest bezpośrednim spadkobiercą założonego w XII w. Zakonu Ubogich Rycerzy Chrystusa i Świątyni Salomona. Kontynuuje jednak duchowe dziedzictwo średniowiecznego bractwa. Evelyn Lord podkreśla, że masońscy templariusze praktykują rytuał średniowiecznych rycerzy w warunkach współczesnych, to zaś pomaga nadać ich instytucji formę i kontekst, nawet jeśli są one zakorzenione w konstrukcji, na istnienie której nie ma dowodów.

## Historia
Zakon Ubogich Rycerzy Chrystusa i Świątyni Salomona powstał w 1118 r. i miał za zadanie ochronę pielgrzymów zmierzających do Ziemi Świętej. W tym samym roku król Baldwin II podarował rycerzom fragment Wzgórza Świątynnego w Jerozolimie, a dzisiejszy meczet Al-Aksa stał się główną siedzibą nowo powstałego zakonu. Z wolnomularskiego punktu widzenia właśnie to wydarzenie łączy z rycerstwem dzisiejszą masonerię królewskiego sklepienia, do której musi przynależeć przyszły templariusz.
Współczesny zakon templariuszy ze średniowiecznymi obrońcami Ziemi Świętej łączy m.in. rytuał inwestytury, podczas którego kandydat bierze udział w symbolicznej pielgrzymce, podczas której przywdziewa habit mnicha-wojownika.
W Anglii Najstarsze wzmianki o wolnomularskich templariuszach znajdują się w sprawozdaniach z prac Kapituły Przyjaźni w Portsmouth z 1778 r., w której rycerską godność nadawano jako jeden z tzw. stopni doskonalenia.  W 1791 r. utworzono  Wielkie Konklawe, samodzielny zakon templariuszy pracujący pod młotkiem wielkiego mistrza Thomasa Dunckerley’a. W jego skład weszło siedem tzw. obozowisk, podstawowych jednostek administracyjnych templariuszy będących  odpowiednikami loży w masonerii symbolicznej.
Od 1873 r. Wielkie Konklawe zmieniło nazwę na Wielki Przeorat, a tworzące je obozowiska stały się preceptoriami.
W Szkocji w grudniu 1778 r. w Loży Scoon i Perth nadano kilka stopni doskonalenia, w tym stopień kawalera maltańskiego.  W październiku 1779 r. czcigodny mistrz Loży-Matki Kilwinning wydał jednej z dublińskich lóż patent pt. the "High Knight Templars of Ireland Lodge".
Nowy zakon wkrótce przeistoczył się w Pierwotne Wielkie  Obozowisko Irlandii, które dwadzieścia lat później wydało wiele patentów templariuszowskim obozowiskom w Szkocji. W 1805 r. został wydany patent dla Obozowiska Nr 31 Edynburg, które pod przewodnictwem brata Aleksandra Deuchara wkrótce stało się Wielkim Zgromadzeniem Templariuszy w Edynburgu prosząc o wydanie patentu zakon angielski. W 1811 r. Anglicy przekazali rycerzom szkockim patent umożliwiając utworzenie Królewskiego Wielkiego Konklawe Szkocji pracującego pod młotkiem wielkiego mistrza Aleksandra Deuchara.
W czasie, gdy szkockim templariuszom przewodził wielki mistrz Sir David Milne, podjęto próbę odbudowy Zakonu Świątyni na zasadach niemasońskich. W tym celu przeredagowano rytuały i utworzono w Londynie przeorat, do którego przyjęto wielu nowych rycerzy. Szybko okazało się jednak, że wszyscy byli wolnomularzami. Uważa się, że w Edynburgu około roku 1847 przyjęto do zakonu jednego profana.

Niemasoński okres w historii Wielkiego Przeoratu Szkocji trwał przez ok. 25 lat. Z tamtego okresu dzisiejszym rycerzom pozostały specyficznie dla szkockiego zakonu rytuały.

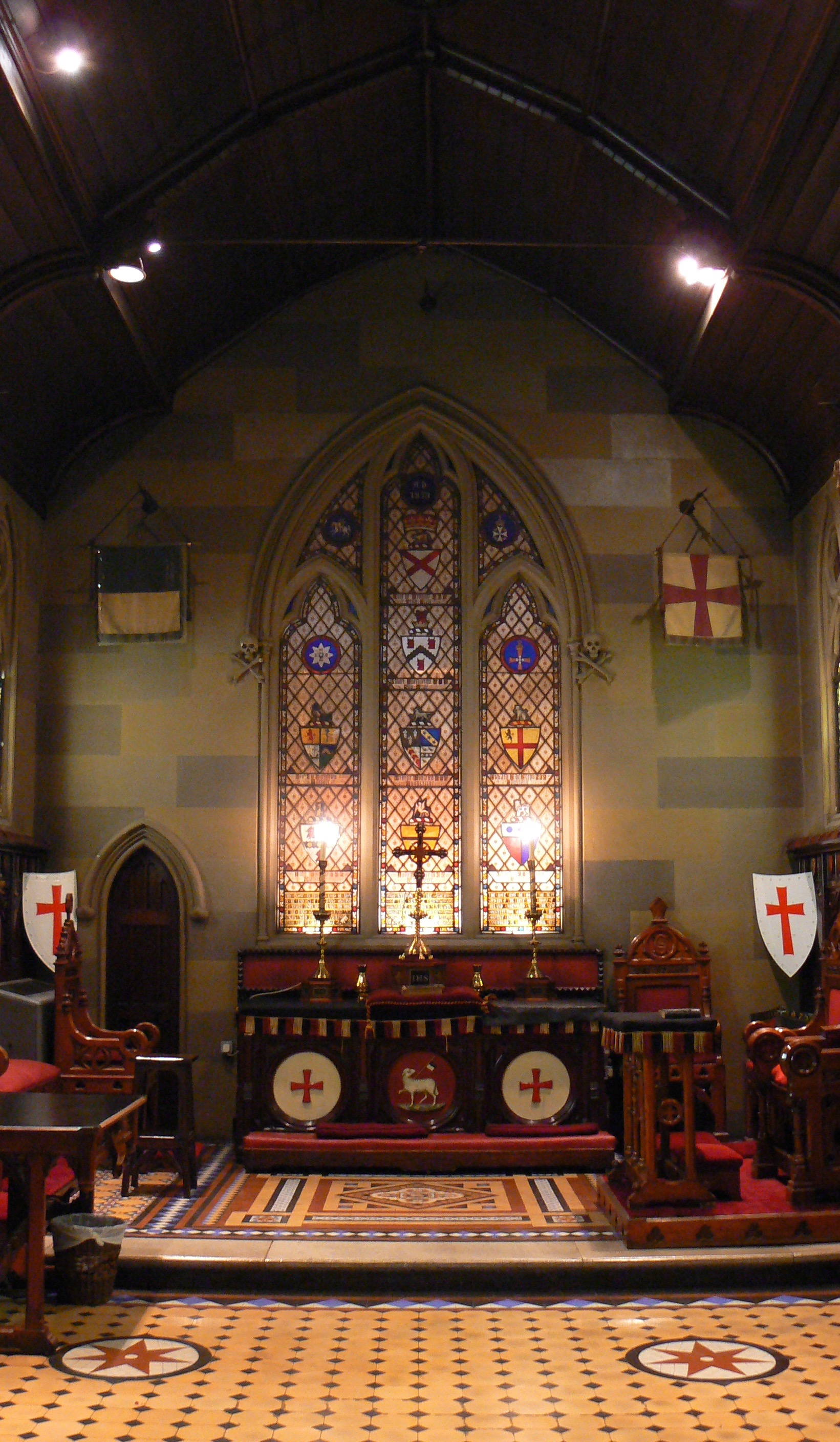
Miejsce spotkań masońskich templariuszy w dublińskim Freemasons' Hall

Początki masońskiego rycerstwa w Europie kontynentalnej sięgają  1751 r. Wtedy to baron Karl Gotthelf von Hund und Altengrotkau utworzył w Niemczech Zakon Ścisłej Obserwy Templariuszowskiej do którego należał m.in. król Stanisław August Poniatowski (pod imieniem zakonnym Salsinatus Eques a Corona vindicata). Rytuał zakonny miał pochodzić od przełożonych odtworzonego w Paryżu zakonu templariuszy kierowanego przez „nieznanych przełożonych”. Jednym z nich miał być pretendent do brytyjskiego tronu, książę Karol Edward Stuart.
Zakon upadł, gdy nie udało się dowieźć prawdziwości legend barona von Hund und Altengrotkau. Dał jednak początek dwóm organizacjom wolnomularskim o charakterze rycerskim i templariuszowskim – Rytowi Szwedzkiemu i Rytowi Szkockiemu Rektyfikowanemu.

## Administracja
W tradycji europejskiej  Wielkie Przeoraty Zjednoczonych, Religijnych, Zbrojnych i Masońskich Zakonów Świątyni i św. Jana z Jerozolimy, Palestyny, Rodos i Malty są organizacjami niezależnymi. Kandydaci przyjmowani są w pierwszej kolejności do Zakonu Świątyni, a następnie do Zakonu św. Jana. Drugą inwestyturę poprzedza nadanie stopnia pośredniego – Rycerza św. Pawła (Mediterranean Pass).
W USA Zjednoczone, Religijne, Zbrojne i Masońskie Zakony Świątyni i św. Jana z Jerozolimy, Palestyny, Rodos i Malty stanowią finalny etap Rytu York.  W pierwszej kolejności kandydaci przyjmowani są do Przesławnego Zakonu Czerwonego Krzyża, następnie nadawany jest im pośredni stopień Rycerza św. Pawła (Mediterranean Pass), po czym następują inwestytury do zakonów św. Jana i Świątyni.

## Wymagania dla kandydatów
- Stopień mistrza wolnomularskiego i uregulowany status w loży symbolicznej,
- Stopień mistrza królewskiego sklepienia i uregulowany status w kapitule królewskiego sklepienia,
- Wiara chrześcijańska.

## Rycerskie zakony masońskie o charakterze templariuszowskim
- Ryt Szkocki Rektyfikowany (jego wewnętrzny Zakon Dobroczynnych Kawalerów Świętego Miasta)
- Ryt Szwedzki

Tematyka templariuszowska odgrywa ważną rolę w najwyższych stopniach Rytu Szkockiego Dawnego Uznanego. Jednak zakon ów, jako nieposiadający ani charakteru zbrojnego, ani religijnego, nie jest zakonem rycerskim.